# Parochis avitus
Parochis avitus är en plattmaskart. Parochis avitus ingår i släktet Parochis och familjen Philophthalmidae. Inga underarter finns listade i Catalogue of Life.